# Linette Lemercier
Pour les articles homonymes, voir Lemercier.
Linette Lemercier, née Jacqueline Lemercier[réf. nécessaire], est une actrice et chanteuse française née le 24 décembre 1930 à Paris.
Spécialisée dans le doublage, elle a prêté sa voix à de nombreux petits garçons dont Rusty dans Rintintin mais aussi à de nombreux personnages de dessins animés et d'émissions pour enfants comme Joë, Pipiou ou Oscar dans Bonne nuit les petits.
Elle fut la récitante dans l'enregistrement en 1956 du Joueur de Flûte de Marius Constant avec l'Orchestre Symphonique et la Maîtrise de la R. T. F. sous la direction du compositeur.

## Filmographie
- 1946 : Raboliot de Jacques Daroy : la gamine
- 1976 : Au théâtre ce soir : Sacrés Fantômes de Eduardo De Filippo, mise en scène Jean Michaud, réalisation Pierre Sabbagh, théâtre Édouard VII

## Doublage

### Cinéma

#### Films
- Tommy Rettig dans :
  - L'Égyptien (1954) : Thoth
  - Rivière sans retour (1954) : Mark Calder
- 1948 : Anna Karénine : Kitty Scherbatsky (Sally Ann Howes)
- 1955 : La Fureur de vivre : le petit-frère de Judy (Jimmy Baird)
- 1956 : L'Homme qui en savait trop : Henry « Hank » McKenna (Christopher Olsen)
- 1959 : Le Dernier Train de Gun Hill : un garçon (Ricky Kelman)
- 1959 : Au risque de se perdre : Louise (Jeanette Sterke)
- 1961 : Les Chevaliers du démon : Thomas enfant (Rupert Osborne)
- 1966 : Angélique et le Roy : Cantor, l'un des fils d'Angélique [Qui ?]

#### Films d'animation
- 1940 : Pinocchio : Alexandre (1er doublage)
- 1951[1] : Alice au pays des merveilles : le Loir
- 1969 : Tintin et le Temple du Soleil : Maïta

### Télévision

#### Séries télévisées
- 1954-1959 : Rintintin : Rusty (Lee Aaker) (1re voix, 153 épisodes)
- 1963-1973 / 1976 / 1994-1997 : Bonne nuit les petits : Oscar, Pépita et Caramelle (voix originale)
- 1966-1971[2] : Cher oncle Bill : Jody Davis (Johnny Whitaker)

#### Séries d'animation
- 1960 : Joë chez les abeilles : Joë
- 1961 : Joë chez les fourmis : Joë
- 1963 . Joë au royaume des mouches : Joë
- 1970[3] : Le Petit Prince orphelin : Hutchi (1er doublage)
- 1971-1972 : Glop : Glop, le pingouin (voix originale)
- 1974 : Chapi Chapo : interprète du générique

### Jeu vidéo
- 2000 : Bonne nuit les petits : Oscar